# Stazione di Chiusaforte
Stazione di Chiusaforte 1995-ben bezárt vasútállomás Olaszországban, Chiusaforte településen.

## Története
Az állomás a K.k. Staatsbahn Tarvis-Pontafel vasútvonallal együtt nyílt meg, ám 1995-ben, a vasútvonal új nyomvonalra helyezésével elveszítette vasúti kapcsolatát, így bezárt.

## Vasútvonalak
Az állomást az alábbi vasútvonalak érintették:
- K.k. Staatsbahn Tarvis–Pontafel

## Kapcsolódó állomások
A vasútállomáshoz az alábbi állomások vannak a legközelebb:
- Stazione di Dogna (1935–)
- Stazione di Resiutta
- Dogna old railway station (–1935)